# Afrikawiedehopf
Der Afrikawiedehopf (Upupa africana, Syn.: Upupa epops africana) ist ein Vogel aus der Familie der Wiedehopfe (Upupidae). Die Art wurde früher als Unterart (Ssp.) des Wiedehopfs (Upupa epops) betrachtet, wird jetzt als eigenständig und als monotypisch angesehen.
Der Vogel lebt ganzjährig in Subsahara-Afrika. Er kommt vom Süden der Demokratischen Republik Kongo bis Uganda und Kenia und südlich bis Südafrika vor. Der Lebensraum umfasst busch- und baumbestandene Savanne, offene Flächen bis 2200 m, auch Gärten und Kulturland.
Das Artepitheton bezieht sich auf Afrika.

## Systematik
Der Afrikawiedehopf wurde 1811 von dem deutschen Naturforscher Johann Matthäus Bechstein als eigene Art mit dem Namen Afrikanischer Wiedehopf beschrieben. Die artypischen Merkmale im Gefieder und den Vokalisationen sind vergleichend mit anderen Wiedehopfarten nicht abschließend untersucht. Neben dem ausgestorbenen Helenawiedehopf (Upopa antaios) gibt es drei rezente Wiedehopfarten: Wiedehopf, Afrikawiedehopf und Madagaskarwiedehopf. Die Wiedehopfe stehen gemeinsam mit der etwas artenreicheren Familie der Baumhopfe (Phoeniculidae) in der Ordnung der Bucerotiformes. Eine Zuordnung zu den Rackenvögeln (Coraciiformes) ist nicht mehr üblich.

## Merkmale
Die Art ist 25 bis 28 cm groß und wiegt zwischen 40 und 60 g. Charakteristische Merkmale sind der lange abwärts gekrümmte Schnabel, das zimtfarben, schwarz und weiß gefärbte Gefieder, die lange Haube mit schwarzen Spitzen. Sie ist normalerweise angelegt hinter dem Kopf, wird beim Landen, bei der Balz und als Alarmzeichen aufgestellt.
Die Geschlechter unterscheiden sich kaum, das etwas kleinere Weibchen ist matter in den Farben, mit weniger Weiß an der Basis der Armschwingen, außerdem rotbraun und grauer an Gesicht, Mantel und Brust, es hat eine gestrichelte Unterseite und 4 und nicht 3 Flügelbinden. Beim dunkler und brauner gefärbten Jungvogel sind Schnabel und Haube kürzer. Die Flügel sind breit und gerundet.
Vom europäischen Wiedehopf (Upupa epops) unterscheidet die Art sich durch dunklere und kräftigere rot-zimtbraune Fiederung, im Fliegen sieht man die durchgehend schwarzen Handschwingen, auch die Haubenfedern haben einfache schwarze und nicht schwarz-weiß oder schwarz-gelbbraun gefärbte Spitzen.

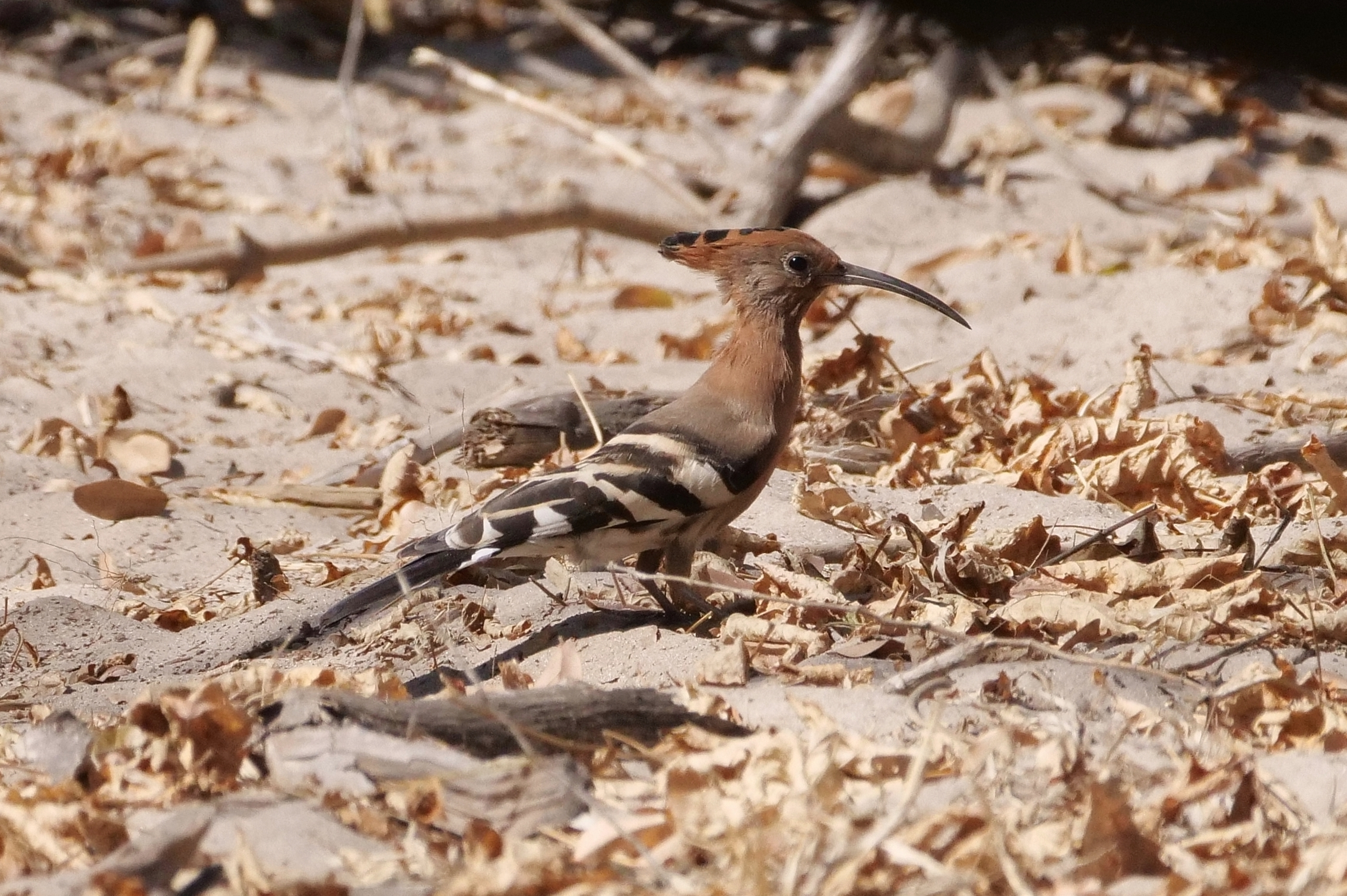
Afrikawiedehopf bei der Nahrungssuche am Boden

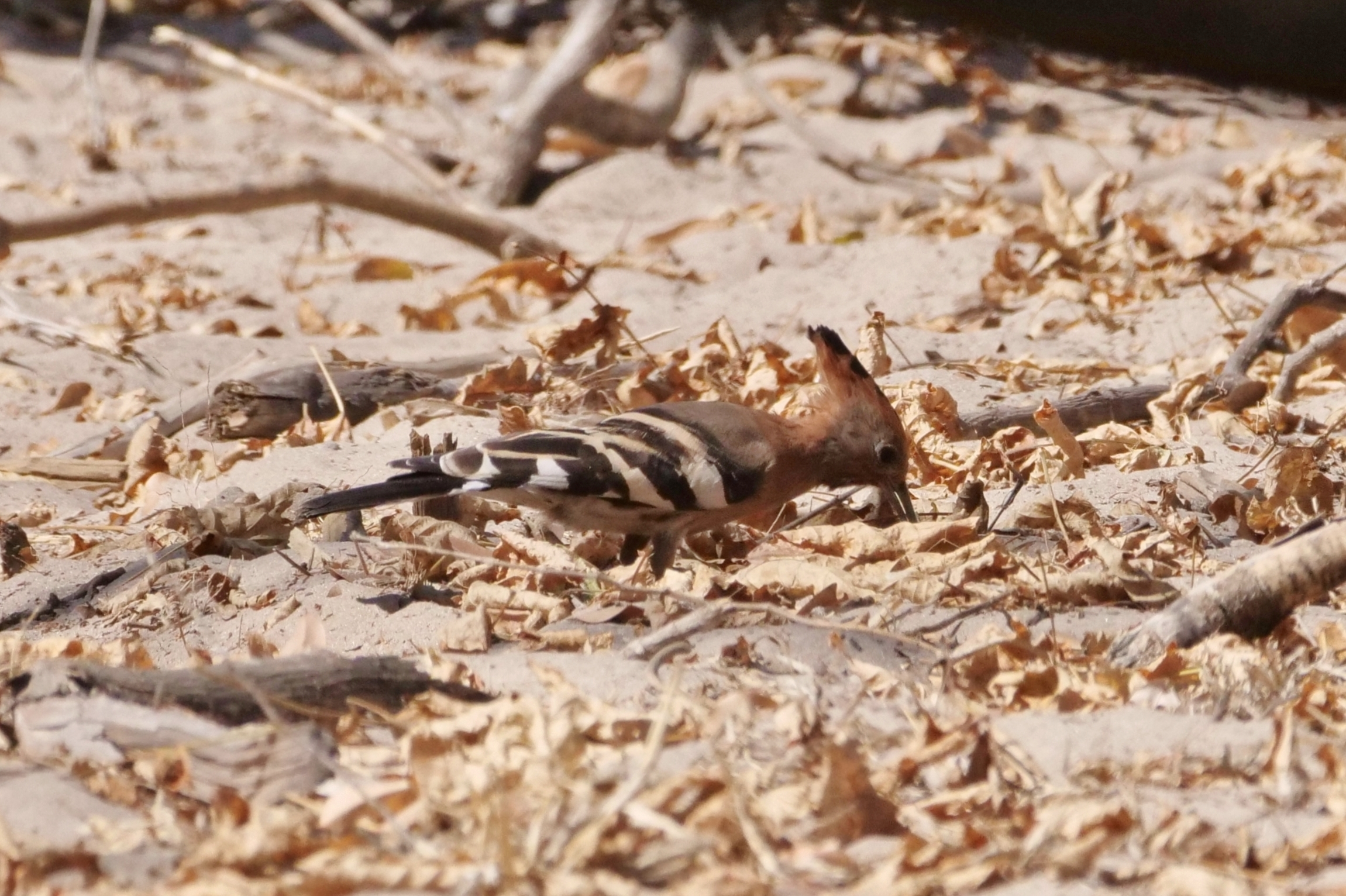
Nahrungssuche im Boden mit dem Schnabel

## Verhalten
Generell ist das Flugverhalten der Wiedehopfe auffällig. Denn sie wechseln zwischen mehreren Flügelschlägen und einer Pause, in der sie gleiten und sinken. Der Afrikawiedehopf schlägt mit seinen breiten Flügeln zwischen den Pausen 4 bis 5 Mal. Bei der Nahrungssuche am Boden stecken Wiedehopfe den Schnabel immer wieder kurz ins Erdreich, um Beute aufzuspüren. Bei Erfolg schieben sie ihn tiefer hinein.

## Stimme
Das vokale Repertoire des Afrikawiedehopfes ist gering. Die Männchen rufen in der Fortpflanzungszeit mit einem charakteristischen „up-up-up“ oder „pu-pu-pu“. Es wird auch als zweimaliges „pooh-pooh“ mit 3 Sekunden Abstand beschrieben und ähnelt dem Ruf des Afrikanerkuckucks (Cuculus gularis). Die Frequenz der einzelnen Laute ändert sich nicht. Die kurze Lautfolge ist in manchen Sprachen für den Wiedehopf namensgebend, etwa im Englischen als „Hoopoe“. Auch in der wissenschaftlichen Bezeichnung ist diese Vokalisation als „Upopa“ gegenwärtig. Andere Laute werden bei Störungen geäußert, auch vom Weibchen. Sie klingen rau und sind weniger markant.

## Lebensweise
Die Art tritt einzeln und als Paar in Erscheinung, ist Standvogel oder lokal umherziehend, meist am Boden zu finden. Sie lebt zumindest für eine Brutzeit monogam. Die Nahrung besteht überwiegend aus Insekten und Larven, auch kleinen Froschlurchen, Echsen und Schlangen.
Die Brutzeit liegt zwischen August bis Februar, das Nest befindet sich in bis 8 m Höhe in einer natürlichen Höhlung oder in einem alten Spechtloch. Das Gelege besteht aus 4 bis 7 ovalen, blass blau oder olivgrünen Eiern mit weißen Poren, die vom Weibchen über 15–16 Tage bebrütet werden.

## Gefährdungssituation
Die Art ist bislang noch nicht untersucht in BirdLife International.